# Ларина, Прасковья Фоминична
Праско́вья Фоми́нична Ла́рина (1 июля 1922, Воронежская область — 21 мая 2008, Темижбекская, Краснодарский край) — доярка колхоза «Восток» Кавказского района Краснодарского края, Герой Социалистического Труда (1973).

## Биография
Родилась в 1922 году на хуторе Шияны Ровенской волости Острогожского уезда Воронежской губернии (ныне Ровенского района Белгородской области) в крестьянской семье. По национальности русская.
В 1933 году вместе с семьёй переехала в станицу Темижбекская, где окончила местную школу. После освобождения Кубани от немецко-фашистской оккупации зимой 1943 года возглавила комсомольско-молодёжную полеводческую бригаду в местном колхозе «Восток».
После окончания Великой Отечественной войны работала учётчицей, затем подменной дояркой, после становится дояркой на постоянной основе. По итогам работы в семилетке (1959—1965) она была признана лучшей дояркой района и награждена орденом Ленина. Взятое в 1973 году обязательство надоить от каждой коровы по 4200 килограммов молока полностью выполнила; инициировала социалистическое соревнование среди животноводов района.
Указом Президиума Верховного Совета СССР от 6 сентября 1973 года «за большие успехи, достигнутые во Всесоюзном социалистическом соревновании, и проявленную трудовую доблесть в выполнении принятых обязательств по увеличению производства и заготовок продуктов животноводства в зимний период 1972—1973 годов» удостоена звания Героя Социалистического Труда с вручением ордена Ленина и золотой медали «Серп и Молот».
Заслуженный работник сельского хозяйства Кубани (09.01.1996). Награждена 2 орденами Ленина (22.03.1966, 06.09.1973), медалями.
Умерла 21 мая 2008 года в станице Темижбекской Краснодарского края.